# Lulu Wilson
Lulu Wilson (Nova Iorque, 7 de outubro de 2005) é uma atriz norte-americana. conhecida principalmente pelos filmes de terror Ouija: Origin of Evil (2016) e Annabelle: Creation (2017), bem como pela adaptação para a série de televisão de The Haunting of Hill House (2018) e The Fall of the House of Usher (2023), assim como na minissérie da HBO Sharp Objects.

## Ligações Externas
- Lulu Wilson. no IMDb.